# Челищев, Николай Александрович
Николай Александрович Челищев (1783 — 1859/1860) — сенатор, член Государственного Совета, действительный тайный советник, брат декабриста А. А. Челищева.

## Биография
Происходил из самой аристократической ветви старинного дворянского рода Челищевых. Сын генерала Александра Ивановича Челищева (ум. 1821) от брака его с Марией Николаевной Огарёвой (1756—1842). Обучался в Пажеском корпусе. В службе с 16 августа 1800 года, выпущен оттуда 10 октября 1800 года поручиком в лейб-гвардии Семёновский полк.
Участвовал в кампаниях 1805 и 1806 — 1807 годов. В 1805 году произведён в штабс-капитаны; был ранен и контужен в сражении под Аустерлицем; за отличие в этом бою награждён золотой шпагой «За храбрость». В 1807 году участвовал в сражениях под Гуттштадтом, Гейльсбергом, а также под Фридландом, где он был снова ранен, контужен и за отличие получил чин капитана (17 августа), орден Св. Владимира 4 ст. (2 января 1808), а 23 января 1808 года произведён в полковники.
Из-за ранений был уволен в 1811 году с военной службы в чине статского советника и определен в 1-й Департамент Сената; в 1818 году назначен обер-прокурором 3-го департамента Сената; с 11 августа 1818 года — действительный статский советник; с 22 августа 1826 года тайный советник с назначением сенатором. С 12 сентября 1826 года присутствовал во 2-м департаменте Сената, с 18 марта 1831 — в 1-м департаменте. В 1828 году был членом комитета для рассмотрения составленных 2-м отделением Собственной Е. И. В. канцелярии Полных сводов гражданских и уголовных законов.
В 1834 году награждён орденом Белого Орла, в 1838 году Св. Александра Невского, а 4 августа 1842 года был произведен в действительные тайные советники. 1 января 1853 года получил орден Св. Владимира 1-й степени, а 31 декабря того же года был назначен членом Государственного Совета по Департаменту гражданских и духовных дел.

## Награды
- золотая шпага «За Храбрость»
- орден Святого Владимира 4-й ст. (2.02.1808)
- орден Святой Анны 1-й ст. (30.03.1822)
- орден Святого Владимира 2-й ст. (19.07.1830)
- орден Белого Орла (18.01.1834)
- орден Святого Александра Невского (23.06.1838)
- алмазные знаки к ордену Св. Александра Невского (30.8.1848)
- орден Святого Владимира 1-й ст. (1.01.1853)

## Семья
Жена (с 1811 года) — княжна Мария Михайловна Хованская (18.12.1790—15.01.1846), внучка Ф. М. Колокольцова, дочь князя Михаила Сергеевича Хованского (1764—1829) от брака его с Евдокией Федоровной Колокольцовой (1772—1791). Родилась в Петербурге, крещена в Вознесенской церкви при восприемстве тетки Е. Ф. Муравьевой. Похоронена на кладбище Александро-Невской лавры. В браке родились:
- Фёдор (30.11.1811[3]—05.01.1881), крестник прадеда Ф. М. Колокольцова, статский советник и камергер.
- Александр (06.10.1813—16.01.1836), поручик Кавалергардского полка.
- Михаил (13.08.1815—29.01.1883), тайный советник, гофмейстер, дед В. Н. Львова и Н. Н. Львова. Умер от паралича в Ницце, похоронен там же на Русском кладбище[4].
- Николай[5] (29.06.1817[6]—27.05.1909[7]), гофмейстер, умер от пневмонии в Ницце.
- Андрей (03.9.1819—26.04.1902), действительный статский советник, был женат (17.01.1843) на вдове генерала И. П. Вешнякова. Скончался от кровоизлияния мозга в Петербурге[8], похоронен в Александро-Невской лавре.

Дети
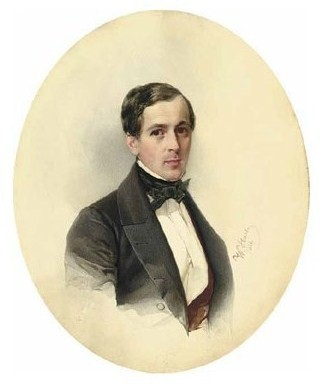
Фёдор Николаевич
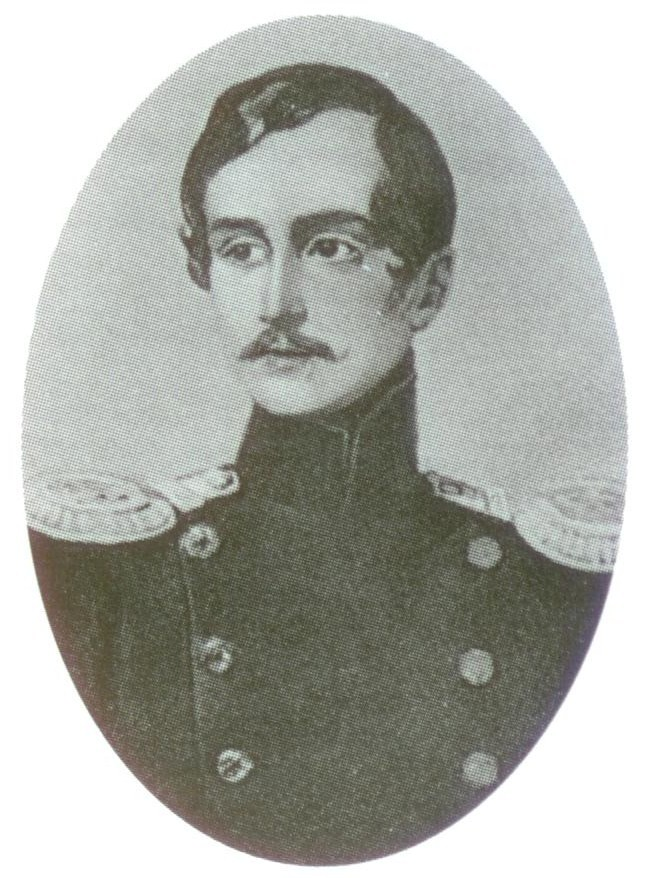
Николай Николаевич
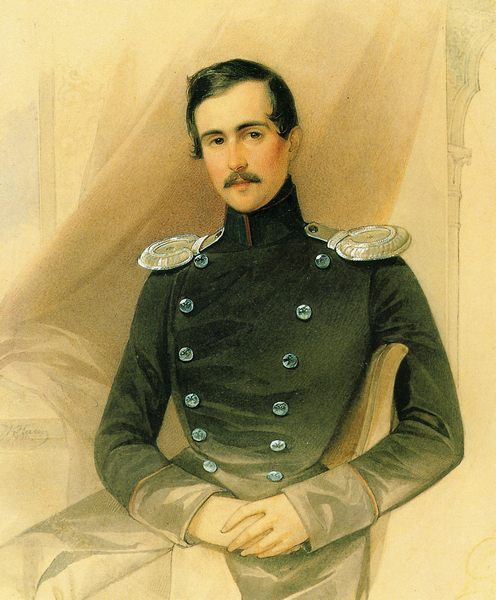
Андрей Николаевич